# Žamarija
Žamarija je naseljeno mjesto u Republici Hrvatskoj u Zagrebačkoj županiji. 

## Zemljopis
Administrativno je u sastavu općine Žumberak. Naselje se proteže na površini od 0,38 km².

## Stanovništvo
Prema popisu stanovništva iz 2001. godine u naselju Žamarija živi 37 stanovnika i to u 15 kućanstava. Gustoća naseljenosti iznosi 97,37 st./km².
| broj stanovnika | 63    | 72    | 72    | 75    | 72    | 72    | 66    | 81    | 161   | 76    | 78    | 64    | 53    | 52    | 37    | 22    | 14    |
|                 | 1857. | 1869. | 1880. | 1890. | 1900. | 1910. | 1921. | 1931. | 1948. | 1953. | 1961. | 1971. | 1981. | 1991. | 2001. | 2011. | 2021. |